# منشأة بديني
قرية منشأة بديني هي إحدى القرى التابعة لمركز سمالوط بمحافظة المنيا في جمهورية مصر العربية. حسب إحصاءات سنة 2006، بلغ إجمالي السكان في منشأة بديني 3190 نسمة، منهم 1624 رجلا و1566 امرأة.